# トップールの戦い
トップールの戦い（Battle of Toppur）とは、1617年初頭に行われた南インドのヴィジャヤナガル王国の内乱における戦闘。

## 経過
1614年にヴィジャヤナガル王国最後の名君ヴェンカタ2世（在位1586 - 1614）が死亡すると、王国の滅亡は秒読みとなっていた。
ヴェンカタ2世の死後、その甥シュリーランガ2世（在位1614）が王となったが、ヴェンカタ2世の庶子ジャッガ・ラーヤも王位を宣言して、ヴィジャヤナガル王国では各地の有力者や、ビジャープル王国、ゴールコンダ王国も介入する大規模な内乱が発生した。
この内乱は結局、ジャッガ・ラーヤがビジャープル王国、ゴールコンダ王国の力によって勝利し、ヴィジャヤナガル王（在位1614 - 1617）となり、シュリーランガ2世とその家族は殺された。
だが、唯一生き延びていたシュリーランガ2世の遺児ラーマ・デーヴァ・ラーヤが1616年末に父の無念を晴らすため挙兵し、タンジャーヴール・ナーヤカ朝のラグナータ・ナーヤカという味方を得て、ジャッガ・ラーヤのいる首都ヴェールールへと向かった。ラグナータ・ナーヤカはタンジャーヴールを拠点とするタンジャーヴール・ナーヤカ朝の君主で、かつヴィジャヤナガル王国の有力者であり、かつてはヴェンカタ2世のために忠誠をつくしゴールコンダ王国と戦い、その死後における内乱ではシュリーランガ2世に味方していた。
一方、ジャッガ・ラーヤも同盟者であるマドゥライ・ナーヤカ朝、シェンジ・ナーヤカ朝の援軍により大軍を集めて、1617年初頭に両軍は首都ヴェールールの近くトップールで激突した。
この戦いで、ジャッガ・ラーヤの大軍に対してラーマ・デーヴァ・ラーヤの軍は少数だったが、ジャッガ・ラーヤは討たれてしまい、ラーマ・デーヴァ・ラーヤが新たな王（在位1617 - 1630）となった。この戦いの勝利は歴戦の勇士ラグナータ・ナーヤカの奮戦に依るところが大きかった。

## その後
だが、ラーマ・デーヴァ・ラーヤ（位1617～1632）は新たな王となるや、暴政の限りを尽くす滅茶苦茶な男となって、この王の統治で王国の寿命はさらに短くなった。また、ビジャープル王国、ゴールコンダ王国に敵対する彼が王になったことで、これらがさらにヴィジャヤナガル王国に侵入することとなった。
ラーマ・デーヴァ・ラーヤは王国を15年間統治したのち1630年に死亡し、1634年にはラグナータ・ナーヤカも後を追うように死んだ。ラグナータ・ナーヤカが死んだことで、ゴールコンダ王国の侵入がさらに激しくなったことは言うまでもない。
ラーマ・デーヴァ・ラーヤは後続の王ヴェンカタ3世（在位1630 - 1642）、シュリーランガ3世（在位1642 - 1649）に多大な負担を与え、その没後20年しないうちに王国はビジャープル王国に滅ぼされた。